# Campionati mondiali juniores di biathlon 2014
I Campionati mondiali juniores di biathlon 2014 si sono svolti dal 28 febbraio al 7 marzo a Presque Isle, negli Stati Uniti d'America. Le gare, maschili e femminili, si articolarono nelle due categorie "Giovani" (fino a 19 anni) e "Juniores" (fino a 21 anni).

## Risultati

### Uomini

#### Categoria "Giovani"

##### Sprint 7,5 km
| Posizione | Atleta              | Nazione     | Tempo   | Penalità |
| --------- | ------------------- | ----------- | ------- | -------- |
| 1         | Sean Doherty        | Stati Uniti | 19:35.0 | 2+2      |
| 2         | Marco Groß          | Germania    | 19:36.7 | 0+2      |
| 3         | Dmitrij Šamaev      | Russia      | 19:53.9 | 1+2      |
| 4         | Mikko Loukkaanhuhta | Finlandia   | -       |          |
| 5         | Simon Bartko        | Slovacchia  | -       |          |
| 6         | Jaroslav Kostjukov  | Russia      | -       |          |
| 7         | Roman Eremin        | Kazakistan  | -       |          |
| 8         | Martin Ponsiluoma   | Svezia      | -       |          |
| 9         | Aidan Millar        | Canada      | -       |          |
| 10        | Vladislav Vitenko   | Kazakistan  | -       |          |

28 febbraio

##### Inseguimento 10 km
| Posizione | Atleta              | Nazione     | Tempo   | Penalità |
| --------- | ------------------- | ----------- | ------- | -------- |
| 1         | Sean Doherty        | Stati Uniti | 28:51.8 | 0+0+1+2  |
| 2         | Marco Groß          | Germania    | 29:55.4 | 1+0+1+1  |
| 3         | Dmitrij Šamaev      | Russia      | 30:54.5 | 1+1+1+1  |
| 4         | Oscar Brandt        | Svezia      | -       |          |
| 5         | Jaroslav Kostjukov  | Russia      | -       |          |
| 6         | Kirill Strel'cov    | Russia      | -       |          |
| 7         | Mikko Loukkaanhuhta | Finlandia   | -       |          |
| 8         | Ingus Deksnis       | Lettonia    | -       |          |
| 9         | Viktor Plicev       | Russia      | -       |          |
| 10        | Émilien Jacquelin   | Francia     | -       |          |

2 marzo

##### Individuale 12,5 km
| Posizione | Atleta             | Nazione     | Tempo   | Penalità |
| --------- | ------------------ | ----------- | ------- | -------- |
| 1         | Jaroslav Kostjukov | Russia      | 35:22.6 | 0+1+0+1  |
| 2         | Sean Doherty       | Stati Uniti | 35:28.9 | 0+2+1+1  |
| 3         | Émilien Jacquelin  | Francia     | 36:06.5 | 0+2+1+0  |
| 4         | Pet'o Ivanov       | Bulgaria    | -       |          |
| 5         | Alex Dupuis        | Canada      | -       |          |
| 6         | Jules Burnotte     | Canada      | -       |          |
| 7         | Andrea Baretto     | Italia      | -       |          |
| 8         | Marco Groß         | Germania    | -       |          |
| 9         | Dmitrij Šamaev     | Russia      | -       |          |
| 10        | Patrick Wallinger  | Austria     | -       |          |

4 marzo

##### Staffetta 3x7,5 km
| Posizione | Nazione     | Atleti                                                | Tempo     | Penalità |
| --------- | ----------- | ----------------------------------------------------- | --------- | -------- |
| 1         | Russia      | Jaroslav Kostjukov Dmitrij Šamaev Viktor Plicev       | 59:18.9   | 2+9      |
| 2         | Canada      | Alex Dupuis Aidan Millar Jules Burnotte               | 1:01:29.1 | 1+10     |
| 3         | Finlandia   | Olli Jaakkola Teemu Huhtala Mikko Loukkaanhuhta       | 1:01:32.8 | 2+14     |
| 4         | Kazakistan  | Vladislav Miropol'skij Vladislav Vitenko Roman Eremin | -         |          |
| 5         | Stati Uniti | Paul Thomas Everett Sean Doherty Brian Halligan       | -         |          |

6 marzo

#### Categoria "Juniores"

##### Sprint 10 km
| Posizione | Atleta                  | Nazione  | Tempo   | Penalità |
| --------- | ----------------------- | -------- | ------- | -------- |
| 1         | Aleksandr Povarnicyn    | Russia   | 25:45.8 | 0+1      |
| 2         | Tore Leren              | Norvegia | 25:59.2 | 0+0      |
| 3         | Ėduard Latypov          | Russia   | 26:02.3 | 1+1      |
| 4         | Fabien Claude           | Francia  | -       |          |
| 5         | Matvej Eliseev          | Russia   | -       |          |
| 6         | Matthias Dorfer         | Germania | -       |          |
| 7         | Philipp Nawrath         | Germania | -       |          |
| 8         | Ivan Alechin            | Russia   | -       |          |
| 9         | Jarle Midthjell Gjørven | Norvegia | -       |          |
| 10        | Anton Sinapov           | Bulgaria | -       |          |

1º marzo

##### Inseguimento 12,5 km
| Posizione | Atleta                  | Nazione  | Tempo   | Penalità |
| --------- | ----------------------- | -------- | ------- | -------- |
| 1         | Fabien Claude           | Francia  | 33:02.8 | 0+1+2+1  |
| 2         | Aleksandr Povarnicyn    | Russia   | 33:13.7 | 2+2+1+1  |
| 3         | Jarle Midthjell Gjørven | Norvegia | 33:26.6 | 1+0+1+0  |
| 4         | Matthias Dorfer         | Germania | -       |          |
| 5         | Tore Leren              | Norvegia | -       |          |
| 6         | Ėduard Latypov          | Russia   | -       |          |
| 7         | Matvej Eliseev          | Russia   | -       |          |
| 8         | Clement Dumont          | Francia  | -       |          |
| 9         | Anton Sinapov           | Russia   | -       |          |
| 10        | Aristide Bègue          | Francia  | -       |          |

2 marzo

##### Individuale 15 km
| Posizione | Atleta              | Nazione   | Tempo   | Penalità |
| --------- | ------------------- | --------- | ------- | -------- |
| 1         | Tore Leren          | Norvegia  | 42:29.3 | 1+1+0+0  |
| 2         | Aristide Bègue      | Francia   | 42:30.3 | 0+0+0+0  |
| 3         | Dany Chavoutier     | Francia   | 43:13.2 | 1+0+0+0  |
| 4         | Tomáš Vojík         | Rep. Ceca | -       |          |
| 5         | Martin Femsteinevik | Norvegia  | -       |          |
| 6         | Christian Gow       | Canada    | -       |          |
| 7         | Matthias Dorfer     | Germania  | -       |          |
| 8         | Mikael Koivunen     | Finlandia | -       |          |
| 9         | Philipp Nawrath     | Germania  | -       |          |
| 10        | Roman Rees          | Germania  | -       |          |

5 marzo

##### Staffetta 4x7,5 km
| Posizione | Nazione    | Atleti                                                               | Tempo     | Penalità |
| --------- | ---------- | -------------------------------------------------------------------- | --------- | -------- |
| 1         | Germania   | Philipp Nawrath Roman Rees Alexander Ketzer Matthias Dorfer          | 1:15:38.4 | 1+12     |
| 2         | Francia    | Aristide Bègue Clement Dumont Dany Chavoutier Fabien Claude          | 1:16:30.9 | 0+8      |
| 3         | Russia     | Matvej Eliseev Ėduard Latypov Ivan Alechin Aleksandr Povarnicyn      | 1:16:39.6 | 1+17     |
| 4         | Norvegia   | Martin Femsteinevik Håkon Svaland Jarle Midthjell Gjørven Tore Leren | -         |          |
| 5         | Kazakistan | Maksim Braun Timur Chamitgatin Vadim Jušin Vasilij Podkorytov        | -         |          |

7 marzo

### Donne

#### Categoria "Giovani"

##### Sprint 6 km
| Posizione | Atleta                  | Nazione     | Tempo   | Penalità |
| --------- | ----------------------- | ----------- | ------- | -------- |
| 1         | Lisa Vittozzi           | Italia      | 18:49.9 | 0+1      |
| 2         | Anna Weidel             | Germania    | 19:02.9 | 1+0      |
| 3         | Julia Simon             | Francia     | 19:08.2 | 0+1      |
| 4         | Madeleine Grace Phaneuf | Stati Uniti | -       |          |
| 5         | Estelle Mougel          | Francia     | -       |          |
| 6         | Meril Beilmann          | Estonia     | -       |          |
| 7         | Kinga Mitoraj           | Polonia     | -       |          |
| 8         | Lena Häcki              | Svizzera    | -       |          |
| 9         | Anna Magnusson          | Svezia      | -       |          |
| 10        | Julia Schwaiger         | Austria     | -       |          |

28 febbraio

##### Inseguimento 7,5 km
| Posizione | Atleta              | Nazione    | Tempo   | Penalità |
| --------- | ------------------- | ---------- | ------- | -------- |
| 1         | Lisa Vittozzi       | Italia     | 24:39.9 | 0+2+2+3  |
| 2         | Anna Weidel         | Germania   | 24:59.1 | 1+1+3+1  |
| 3         | Estelle Mougel      | Francia    | 25:09.5 | 1+1+0+1  |
| 4         | Léna Arnaud         | Francia    | -       |          |
| 5         | Tuuli Tomingas      | Estonia    | -       |          |
| 6         | Julia Schwaiger     | Austria    | -       |          |
| 7         | Hanna Öberg         | Svezia     | -       |          |
| 8         | Lena Häcki          | Svizzera   | -       |          |
| 9         | Urška Poje          | Slovenia   | -       |          |
| 10        | Elizaveta Bel'čenko | Kazakistan | -       |          |

2 marzo

##### Individuale 10 km
| Posizione | Atleta                  | Nazione     | Tempo   | Penalità |
| --------- | ----------------------- | ----------- | ------- | -------- |
| 1         | Julia Schwaiger         | Austria     | 32:58.7 | 0+0+0+0  |
| 2         | Lisa Vittozzi           | Italia      | 34:04.4 | 0+1+1+0  |
| 3         | Lilija Davletšina       | Russia      | 34:24.6 | 1+1+0+0  |
| 4         | Marija Ivanova          | Russia      | -       |          |
| 5         | Lotte Lie               | Norvegia    | -       |          |
| 6         | Anna Weidel             | Germania    | -       |          |
| 7         | Anna Magnusson          | Svezia      | -       |          |
| 8         | Madeleine Grace Phaneuf | Stati Uniti | -       |          |
| 9         | Carmen Runggaldier      | Italia      | -       |          |
| 10        | Anna Kubek              | Stati Uniti | -       |          |

4 marzo

##### Staffetta 3x6 km
| Posizione | Nazione | Atleti                                            | Tempo     | Penalità |
| --------- | ------- | ------------------------------------------------- | --------- | -------- |
| 1         | Francia | Estelle Mougel Julia Simon Léna Arnaud            | 59:32.8   | 0+4      |
| 2         | Russia  | Marija Ivanova Tamara Voronina Lilija Davletšina  | 59:42.8   | 0+7      |
| 3         | Austria | Julia Schwaiger Susanna Kurzthaler Simone Kupfner | 1:00:05.5 | 0+9      |
| 4         | Estonia | Regina Oja Meril Beilmann Tuuli Tomingas          | -         |          |
| 5         | Italia  | Carmen Runggaldier Rachele Fanesi Lisa Vittozzi   | -         |          |

6 marzo

#### Categoria "Juniores"

##### Sprint 7,5 km
| Posizione | Atleta                     | Nazione    | Tempo   | Penalità |
| --------- | -------------------------- | ---------- | ------- | -------- |
| 1         | Evgenija Pavlova           | Russia     | 21:08.5 | 0+0      |
| 2         | Galina Višnevskaja         | Kazakistan | 21:08.8 | 0+1      |
| 3         | Annika Knoll               | Germania   | 21:47.2 | 1+0      |
| 4         | Anastasija Evsjunina       | Russia     | -       |          |
| 5         | Justine Braisaz            | Francia    | -       |          |
| 6         | Chloé Chevalier            | Francia    | -       |          |
| 7         | Frida Strand Kristoffersen | Norvegia   | -       |          |
| 8         | Luise Kummer               | Germania   | -       |          |
| 9         | Ivona Fialková             | Slovacchia | -       |          |
| 10        | Marie Heinrich             | Germania   | -       |          |

1º marzo

##### Inseguimento 10 km
| Posizione | Atleta             | Nazione    | Tempo   | Penalità |
| --------- | ------------------ | ---------- | ------- | -------- |
| 1         | Galina Višnevskaja | Kazakistan | 32:36.3 | 0+1+0+1  |
| 2         | Luise Kummer       | Germania   | 33:34.1 | 0+0+0+0  |
| 3         | Sarah Beaudry      | Canada     | 34:44.3 | 0+1+0+0  |
| 4         | Julia Ransom       | Canada     | -       |          |
| 5         | Ul'jana Kajševa    | Russia     | -       |          |
| 6         | Marie Heinrich     | Germania   | -       |          |
| 7         | Annika Knoll       | Germania   | -       |          |
| 8         | Evgenija Pavlova   | Russia     | -       |          |
| 9         | Coline Varcin      | Francia    | -       |          |
| 10        | Dunja Zdouc        | Austria    | -       |          |

2 marzo

##### Individuale 12,5 km
| Posizione | Atleta            | Nazione  | Tempo   | Penalità |
| --------- | ----------------- | -------- | ------- | -------- |
| 1         | Luise Kummer      | Germania | 36:24.0 | 0+0+0+0  |
| 2         | Lisa Hauser       | Austria  | 36:43.4 | 0+1+0+0  |
| 3         | Ul'jana Kajševa   | Russia   | 37:21.4 | 0+0+0+1  |
| 4         | Viktorija Slivko  | Russia   | -       |          |
| 5         | Chloé Chevalier   | Francia  | -       |          |
| 6         | Sarah Beaudry     | Canada   | -       |          |
| 7         | Julia Ransom      | Canada   | -       |          |
| 8         | Kristin Hjelstuen | Norvegia | -       |          |
| 9         | Christina Rieder  | Austria  | -       |          |
| 10        | Susanne Hoffmann  | Austria  | -       |          |

5 marzo

##### Staffetta 3x6 km
| Posizione | Nazione    | Atleti                                                      | Tempo   | Penalità |
| --------- | ---------- | ----------------------------------------------------------- | ------- | -------- |
| 1         | Germania   | Annika Knoll Marie Heinrich Luise Kummer                    | 55:47.8 | 0+4      |
| 2         | Russia     | Evgenija Pavlova Viktorija Slivko Ul'jana Kajševa           | 56:13.5 | 0+6      |
| 3         | Austria    | Dunja Zdouc Susanne Hoffmann Lisa Hauser                    | 56:23.0 | 0+7      |
| 4         | Norvegia   | Kristin Hjelstuen Lotte Lie Frida Strand Kristoffersen      | -       |          |
| 5         | Kazakistan | Galina Višnevskaja Aleksandra Sasina Anastasija Kondrat'eva | -       |          |

7 marzo

## Medagliere per nazioni

### Categoria "Giovani"
| Posizione | Nazione     | Oro | Argento | Bronzo | Totale |
| --------- | ----------- | --- | ------- | ------ | ------ |
| 1         | Russia      | 2   | 1       | 3      | 6      |
| 2         | Italia      | 2   | 1       | 0      | 3      |
| 2         | Stati Uniti | 2   | 1       | 0      | 3      |
| 4         | Francia     | 1   | 0       | 3      | 4      |
| 5         | Austria     | 1   | 0       | 1      | 2      |
| 6         | Germania    | 0   | 4       | 0      | 4      |
| 7         | Canada      | 0   | 1       | 0      | 1      |
| 8         | Finlandia   | 0   | 0       | 1      | 1      |

### Categoria "Juniores"
| Posizione | Nazione    | Oro | Argento | Bronzo | Totale |
| --------- | ---------- | --- | ------- | ------ | ------ |
| 1         | Germania   | 3   | 1       | 1      | 5      |
| 2         | Russia     | 2   | 2       | 3      | 7      |
| 3         | Francia    | 1   | 2       | 1      | 4      |
| 4         | Norvegia   | 1   | 1       | 1      | 3      |
| 5         | Kazakistan | 1   | 1       | 0      | 2      |
| 6         | Austria    | 0   | 1       | 1      | 2      |
| 7         | Canada     | 0   | 0       | 1      | 1      |